# Regina Casé
Regina Maria Barreto Casé, née dans le quartier de Botafogo, à Rio de Janeiro (Brésil) le 25 février 1954, est une actrice, animatrice de télévision et réalisatrice brésilienne.

## Filmographie partielle

### Comme actrice

#### Au cinéma
- 1978 : Tudo Bem d'Arnaldo Jabor : Vera Lúcia
- 1978 : Chuvas de Verão de Carlos Diegues
- 1980 : Os sete Gatinhos de Neville de Almeida (en) : Arlete
- 1981 : Corações a Mil de Jom Tob Azulay
- 1981 : Eu Te Amo d'Arnaldo Jabor : la femme de Valdir
- 1982 : O Segredo da Múmia d'Ivan Cardoso : Regina
- 1983 : Onda Nova de José Antonio Garcia et Icaro Martins
- 1985 : A Marvada Carne d'André Klotzel : Mulher Diaba
- 1985 : Brás Cubas de Julio Bressane
- 1985 : Areias Escaldantes de Francisco de Paula
- 1986 : O Cinema Falado de Caetano Veloso : une invitée / la femme qui parle de Fidel Castro
- 1988 : Fogo e Paixão de Marcio Kogan et Isay Weinfeld
- 1988 : Pleine lune sur Parador (Moon Over Parador) de Paul Mazursky : Clara
- 1989 : O Grande Mentecapto d'Oswaldo Caldeira
- 1995 : Lá e Cá de Sandra Kogut (court métrage) : la fille
- 2000 : La Vie peu ordinaire de Dona Linhares (Eu Tu Eles) d'Andrucha Waddington : Darlene
- 2001 : Onde andará Petrucio Felker? d'Allan Sieber (court métrage) : voix
- 2009 : Som e Fúria: O Filme de Fernando Meirelles et de Toniko Melo : Graça
- 2014 : Rio, Eu Te Amo (Rio, I Love You), segment « Dona Fulana » d'Andrucha Waddington : Judite
- 2014 : Made in China d'Estevão Ciavatta : Francis
- 2015 : Une seconde mère (Que Horas Ela Volta?) d'Anna Muylaert : Val
- 2019 : Trois Étés de Sandra Kogut : Mada

## Récompenses et distinctions
- 2020 : Biznaga d'argent de la meilleure interprétation féminine pour Trois Étés (Três Verões / Tres veranos)